# Process (film)
Process je francouzsko-britský dramatický film, který natočil režisér C. S. Leigh podle vlastního scénáře. Hlavní roli herečky upadající do světa sebepoškozování představuje Béatrice Dalle. Dále ve filmu hráli Guillaume Depardieu, Julia Faure, Daniel Duval a další. V cameo rolích vystupovali režisér Leos Carax a spisovatel Guillaume Dustan. Film obsahuje minimum dialogů, je složen z pouhých 29 dlouhých záběrů (kameramanem byl Giorgos Arvanitis, známý dlouhými záběry). Výrazným prvkem je hudba, kterou složil velšský hudebník John Cale. Postavy ve filmu jsou bezejmenné.

## Produkce
Leighovou první volbou pro ženu v hlavní roli byla Angličanka Katrin Cartlidge, která však v době, kdy ještě sháněl finance pro film, zemřela. Leigh uvedl, že mu psaní scénáře k filmu, který měl 120 stran, trvalo celý rok. Na natáčení však přišel se zkráceným scénářem o přibližně 21 stranách. Natáčení filmu probíhalo počátkem roku 2003 v Paříži. Na jeho produkci spolupracovaly společnosti Copperfield Communications (Spojené království) a Paris Classics (Francie). Snímek produkovali Mark Westaway a Humbert Balsan. Druhý jmenovaný počátkem roku 2005 spáchal sebevraždu a Leigh mu věnoval svůj další film See You at Regis Debray (2005). Snímek distribuovala společnost Pirates Distribution. Držitelem práv na mezinárodní distribuci filmu byla společnost Gemini Films.

## Hudba
Hudbu k filmu složil velšský hudebník a skladatel John Cale. Leigh uvedl, že od prvního momentu, kdy na filmu začal pracovat, věděl, že pro snímek chce Caleovu hudbu. Soundtrack rovněž vyšel na samostatném albu, kterému se dostalo pozitivní odezvy od kritiků a stalo se mimo jiné jedním z „alb měsíce“ časopisu Mojo. Skladatel s režisérem spolupracoval i na dalších projektech, které však nebyly dokončeny. Kromě Caleovy originální hudby snímek obsahuje například píseň „That's Entertainment“ od kapely The Jam.

## Vydání
Do francouzských kin byl Process uveden 26. května 2004. Již 8. února toho roku byl uveden na Berlínském mezinárodním filmovém festivalu, kde jeho promítání doprovodil John Cale živou hudbou. Později byl snímek uveden na festivalech v Edinburghu, Chicagu, Soulu a dalších městech. Film byl řadu let nedostupný. V jednu dobu mělo dojít k jeho vydání na DVD, ale společnost Tartan, která jej měla vydat, zkrachovala a z vydání sešlo.

## Odezva
Novinářka Leslie Felperin snímek ve své recenzi pro Variety označila za „jedno z nejdobrodružnějších děl promítaných na letošním [2004] Berlinale.“ Naopak Peter Bradshaw jej ve své recenzi pro The Guardian ohodnotil pouhými dvěma hvězdičkami z pěti. Kritik Jonathan Romney jej ve své recenzi pro filmový měsíčník Sight & Sound hodnotil pozitivně. James Mottram z Film Review oceňoval výkon Béatrice Dalle.

## Obsazení
| Béatrice Dalle      | herečka            |
| Guillaume Depardieu | manžel             |
| Julia Faure         | herečka            |
| Daniel Duval        | milenec            |
| Sébastien Viala     | mladý milenec      |
| Françoise Klein     | sestra             |
| Erik Arnaud         | lékař              |
| Leos Carax          | lékař              |
| Hannah Westaway     | matka              |
| Dominique Reymond   | žena v metru       |
| Guillaume Dustan    | zaměstnanec hotelu |
| Lolita Chammah      | služka             |